# Thomas Jung (Politiker, 1961)

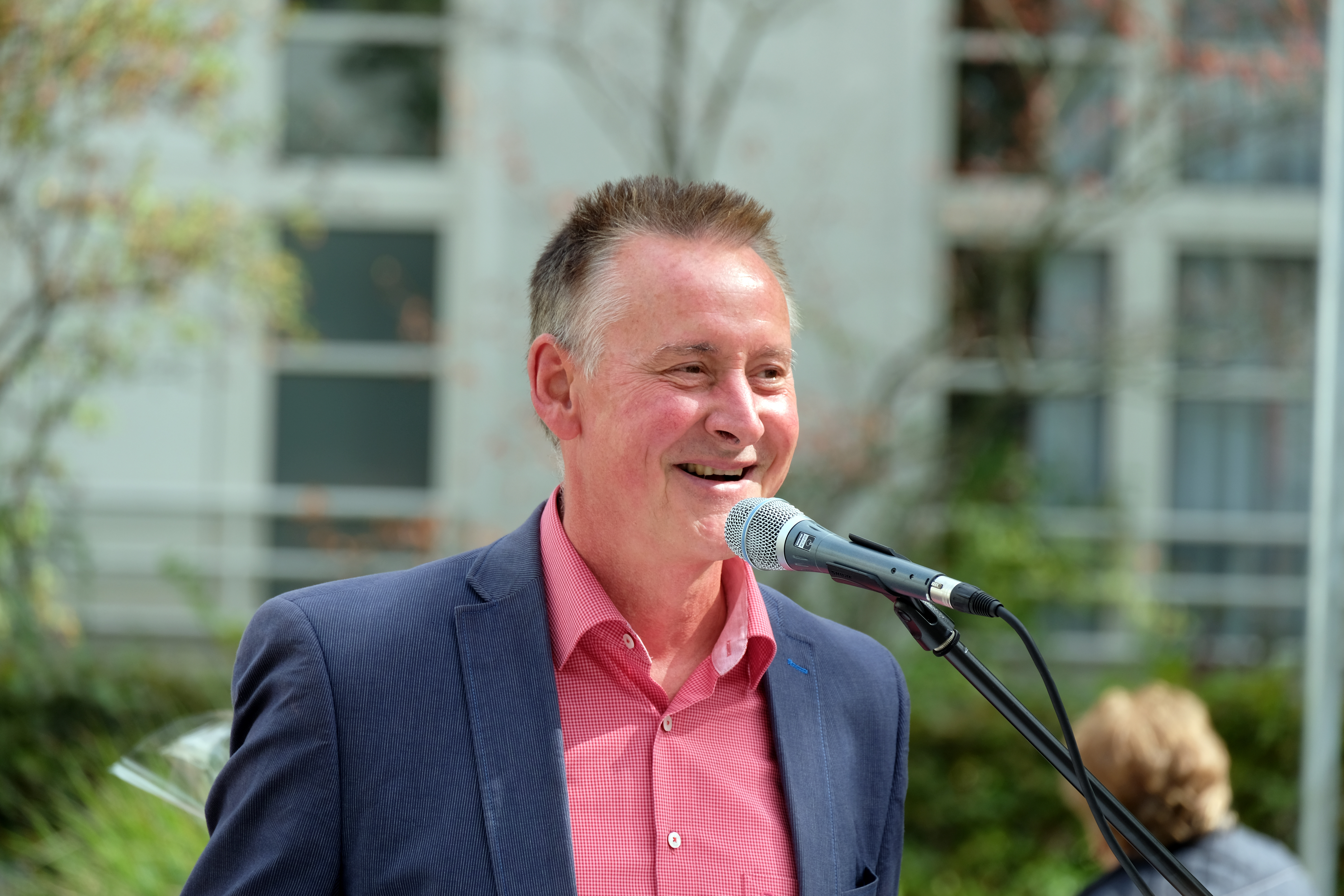
Thomas Jung, 2017

Thomas Jung (* 5. Mai 1961 in Fürth) ist ein deutscher SPD-Politiker und seit 2002 Oberbürgermeister der Stadt Fürth.

## Ausbildung und Beruf
Nach dem Abitur am mathematisch-naturwissenschaftlichen Zweig des Helene-Lange-Gymnasiums Fürth studierte Jung Rechtswissenschaften an der Friedrich-Alexander-Universität Erlangen-Nürnberg. Er wurde promoviert zum Dr. jur. 1990 mit dem Thema „Der Grundsatz der Waffengleichheit im Zivilprozeß“. 1992 wurde er Staatsanwalt am Landgericht Nürnberg-Fürth, gab diese Tätigkeit aber auf, als er 1994 Abgeordneter im Bayerischen Landtag wurde.

## Abgeordneter
Mit 23 Jahren erhielt er 1984 ein Mandat im Fürther Stadtrat. Von 1994 bis 2002 war Jung Mitglied der SPD-Fraktion des Bayerischen Landtags (13. und 14. Wahlperiode).

## Öffentliche Ämter
Bei der Kommunalwahl im März 2002 wurde Jung im ersten Wahlgang mit 53,33 % der abgegebenen Stimmen bei 55 % Wahlbeteiligung zum Oberbürgermeister von Fürth gewählt und löste damit im Amt Wilhelm Wenning (CSU) mit 41,40 % ab. Die Kandidaten zum Oberbürgermeister aller anderen Parteien blieben unter 2 %.
Im Juli 2006 wurde Jung in den Vorstand des Bayerischen Städtetags gewählt. Seit 2011 ist er 1. Stellvertretender Vorsitzender des Bay. Städtetags. Er wurde am 15. Juli 2020 auf der 56. Vollversammlung des Bay. Städtetags in Regensburg wiedergewählt.
Bei der Kommunalwahl am 2. März 2008 konnte er seine Wiederwahl bei einer Wahlbeteiligung von nur 49 % mit einer Mehrheit von 80,1 % sichern.
Bei der Kommunalwahl am 16. März 2014 wurde Jung mit 73 % der Stimmen abermals im Amt bestätigt. Die Wahlbeteiligung sank erneut auf nunmehr 45,4 %.
Bei der Kommunalwahl am 15. März 2020 wurde er im ersten Wahlgang im Amt bestätigt.

## Sonstiges
Jung ist seit 1995 Vorsitzender der Lebenshilfe e. V. in Fürth.
Jung wuchs mit zwei Geschwistern im Ortsteil Stadeln auf. Er ist verheiratet und hat zwei Söhne.

## Ehrungen
- 2018: Bayerischer Verdienstorden[2]